# Закриття Великої ради

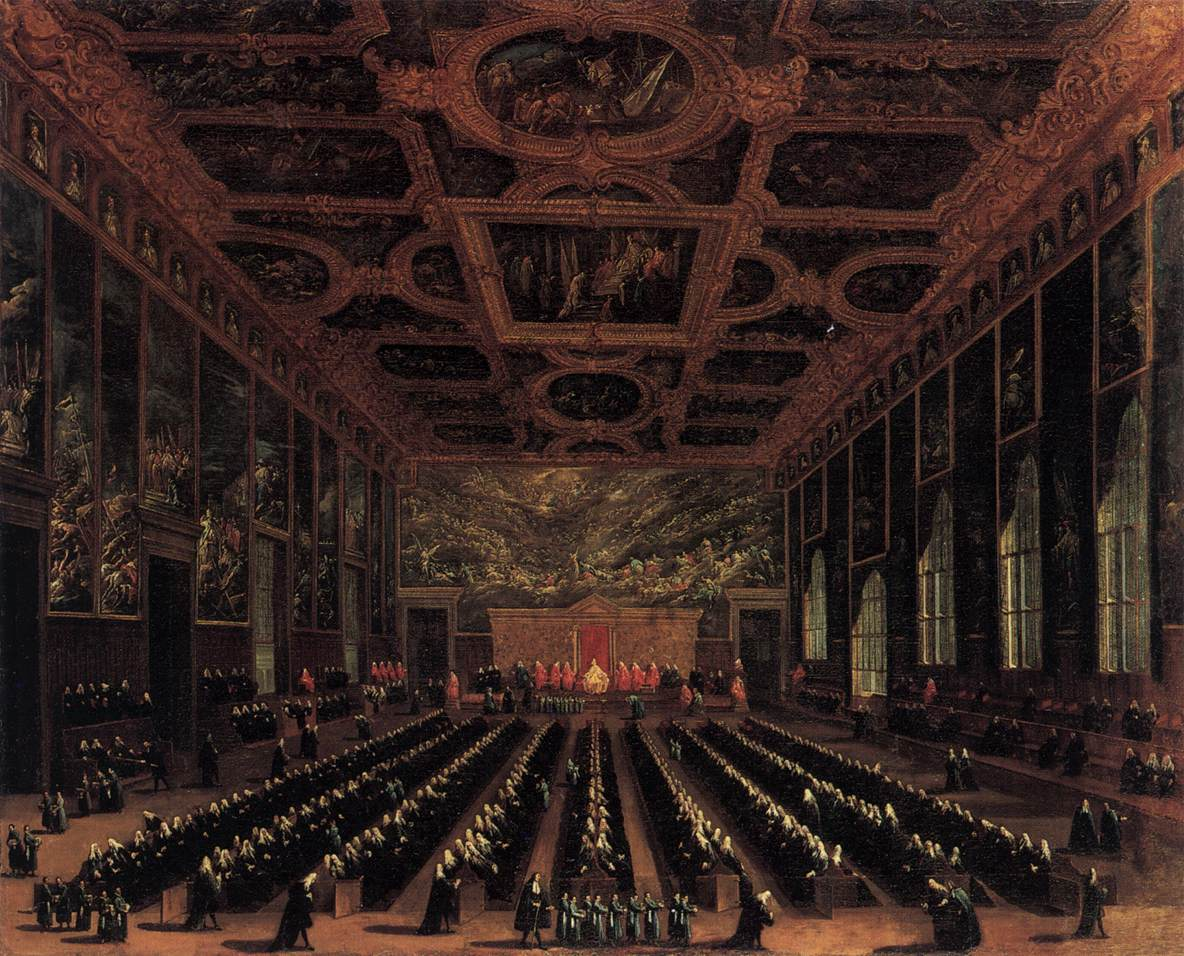
Засідання Великої ради Венеції у XVIII ст.

Закриття Великої ради (італ. Serrata del Maggior Consiglio) — конституційний процес обмеження права громадян Венеційської республіки обиратись до Великої ради, що розпочався ордонансом 1297 року, згідно з яким членство у венеційській Великій раді стало спадковим. Оскільки саме Велика рада мала право обирати дожа, ордонанс 1297 року ознаменував відповідну зміну в конституції Венеційської республіки, що призвела до усунення дрібних аристократів і плебеїв від участі в управлінні республікою. Незважаючи на те, що спочатку ордонанс був тимчасовим, пізніше він набув статусу постійного акту і з того часу його порушували лише у виключних випадках під час політичних чи фінансових криз (наприклад, після Війни Камбрейської ліги).

## Історія

### Історичні передумови
Після утворення в 1143 році Венеційської комуни, дожу допомагав управляти Республікою орган, що дістав назву Рада мудреців (Consilium Sapientium) і члени якого обирались загальними зборами (Concio) вільних людей Венеції. Здобувши суверенну владу в 1172 році, Рада мудреців була реформована і стала відомою як Велика рада. Спочатку цей орган функціонував як продовження народних зборів, і його члени обиралися на щорічній основі, причому загальні вибори зазвичай припадали на день святого Михаїла (29 вересня). Пізніше, в 1207 році система виборів до Великої ради була змінена — Concio мав обрати трьох представників (до семи з 1230 року), які вже в свою чергу призначали членів наступної Великої ради.
Протягом багатьох років порядок призначення членів Великої ради був яблуком розбрату між народною партією, яка прагнула зберегти статус-кво, та аристократичною партією, яка прагнула виключити з Ради новачків. 5 жовтня 1286 року, під час уряду дожа Джованні Дандоло, аристократична партія представила законопроєкт про реформування критеріїв прийнятності до Великої ради з метою обмеження її членів тими, хто вже був членом Ради, або тими, чиї родичі по батьківській лінії займали посада радника. Пропозиція також вимагала, щоб кандидати без сімейних повноважень могли балотуватися на посаду лише після спільного схвалення від імені дожа, Малої ради та Ради сорока (Quarantia). Після того, як цей законопроєкт відхилили, запропоновано інший законопроєкт, який вимагав, щоб нові учасники підлягали затвердженню від імені членів Ради, що залишилися. Однак і ця пропозиція була відхилена.

### Перше «Закриття» (Serrata)
25 листопада 1289 року П'єтро Граденіго, який був лідером аристократичної партії, був обраний дожем Республіки. Через 6 років він подав нову пропозицію про закриття Ради на основі попередніх проєктів. 6 березня 1296 року пропозиція була відхилена незначною більшістю голосів. Нарешті, після нових щорічних виборів (29 вересня 1296 р.), Рада схвалила законопроєкт 28 лютого 1297 р. (тобто в останній місяць 1296 р. за венеційським календарем). Затверджене положення постановляло, що для того, щоб мати право бути обраним до Ради, кандидати повинні були або бути членами Ради принаймні один раз протягом останніх чотирьох років, або мати родинні стосунки з колишнім членом Ради. Для організації вступу нових членів, 40 молодих чоловіків обиралось щороку за допомогою жеребкування, і їхні імена вносились в список кандидатів.

#### Зміст Положення
Положення 1297 року наділило Раду сорока повноваженнями, надавши їй такі права та обов'язки щодо обрання Великої ради:
- Рада сорока мала обов'язок скласти список попередніх радників, які обіймали посади протягом останніх 4 років. Будь-хто, хто фігурував у такому списку, відповідав критеріям прийнятності;
- Рада сорока мала також обов'язок щороку обирати Велику Раду.
- Для того, щоб бути обраним, кандидатам потрібно було набрати мінімум 12 голосів на сесії з 30 присутніми (75 % Ради сорока), за умови, що вони були повідомлені про сесію голосування принаймні за 3 дні;
- Після обрання нові члени Великої ради обіймали цю посаду до наступного дня святого Михаїла (29 вересня 1297 р.);
- Члени ради могли бути затверджені на наступний рік у рамках звичайного процесу виборів;
- Усі ті, хто був змушений відмовитися від свого місця в Раді (наприклад, через те, що вони перебували за кордоном або не могли виконувати свої функції через інші обставини), могли бути знову відновити своє місце, але лише після схвалення Ради сорока.

У Положенні також були чітко визначені умови його скасування:
- Скасування підлягало схваленню щонайменше: 5 членами Малої ради, 25 членами Ради сорока та двома третинами Великої ради;
- Положення мало бути перевірено та ратифіковано голосуванням на Раді за двадцять п'ять днів до наступного дня святого Михаїла (4 вересня 1298 р.);
- Якщо Положення не ратифіковано, радники повинні були сплатити штраф державним прокурорам.

### Наступні події
Акт був ратифікований у вересні 1298 року, а потім знову у 1299 році. Його схвалення викликало заворушення серед народної партії, що зрештою призвело до спроби перевороту Маріна Бокконіо в 1300 році. Провал його змови спричинив схвалення нового положення (22 березня 1300 р.), яке підвищило поріг для схвалення кандидатів-початківців Радою сорока (що тепер вимагало 20 голосів замість попередніх 12).
Друга хвиля обмежень припала на 1307 рік. Це призвело до ще однієї спроби державного перевороту (1310) від імені фракції на чолі з Бахамонте Тьєполо. Змова була відвернута дожем П'єтро Граденіго. У відповідь на змову уряд заснував новий особливий дознавальний та судовий орган — Раду десяти, метою якої було розглядати злочини проти конституції держави.
У 1315 році процес складання списків кандидатів формалізували завдяки створенню Золотої книги (Libro d'Oro): а саме демографічного реєстру, який включав імена всіх відповідних кандидатів віком від 18 років. Створення Золотої книги супроводжувалося введенням ще суворіших правил проти новачків (homini novi).
Остаточне закриття Великої ради сталося в 1319 році. Обрання нових кандидатів остаточно скасували, а статус радника став автоматичним для всіх чоловіків-патриціїв віком від 25 років. Щороку робився виняток для 30 молодих патриціїв, випадково обраних у день святої Варвари, яким дозволялося приєднатися у віці 20 років. Відтоді посади Великої ради залишалися спадковими. Зрештою це призвело до розпуску втративших своє значення народних зборів (Concio) у 1423 році.

### Наслідки
За словами Дієго Пуги та Даніеля Трефлера, Serrata del Maggior Consiglio, що перетворила участь у парламенті на спадкову створила перешкоди для участі широких верств венеційських підприємців в найбільш прибуткових аспектах заморської торгівлі. Це зменшувало можливість членів поза спадковою аристократією брати участь у політичних рішеннях та економічних процесах, таких як колегія. Це розшарування політичної та економічної влади призвело до фундаментального переходу від політичної відкритості, економічної конкурентоспроможності та соціальної мобільності та призвело до політичної закритості, надзвичайної економічної нерівності та соціального розшарування.